# Project575
『project575』（プロジェクトごうしちごう）は、セガが2013年より展開しているメディアミックスコンテンツ。
日本で古くから俳句や川柳として使われている「五・七・五」のモーラを使い、日々感じたことや思いを伝える一種の言葉遊びをメインテーマとしている。アプリやゲームでは音声合成テクノロジーの『VOCALOID』が使われている。このライブラリは、後に2017年7月12日に、「AZUKI」「MATCHA」の製品名で一般向けとして発売された。
2013年にまずiOS用アプリから展開を始め、2014年にはPlayStation Vita用ゲームやテレビアニメにも進出する。

## 登場キャラクター
キャラクターデザインはかんざきひろが担当している。担当声優はプロジェクト共通。
正岡 小豆（まさおか あずき）
声 - 大坪由佳
鳩寺女子学園に通う女子高生。明るくポジティブな性格。
小林 抹茶（こばやし まっちゃ）
声 - 大橋彩香
小豆の同級生。性格はいわゆる中二病で、普段は物静かだが時々毒のある発言も。
与謝野 柚子（よさの ゆず）
声 - 寿美菜子
テレビアニメのオリジナルキャラで、小豆・抹茶の同級生。
「とくばん575」ではナビゲーターを務める。
小野 小梅（おの こうめ）
声 - 芹澤優
2014年3月に追加されたキャラ。

## ゲーム

### うた詠み575
『うた詠み575』は、2013年7月26日にリリースしたiOSアプリ。2014年2月14日には、『うた詠み♪』にリニューアルし、Androidアプリも同時リリースとなった。
しかし、リニューアル後の不具合が相次ぎ「現段階でお客様にご満足いただけるサービスの提供が困難な状況と判断した」という理由で2014年5月19日を以てサービス提供終了となった。

### うた組み575
『うた組み575』は、2014年1月23日にセガよりPS Vita用ソフトとして発売。
操作に背面タッチパッドを使用するため、PlayStation Vita TVには対応していない。
この他、セガゲームスより2015年12月17日発売の『ミラクルガールズフェスティバル』に参戦。小豆と抹茶による主題歌「キセキ・フェスティバル」も歌う。

## VOCALOID
『VOCALOID4 Library AZUKI』
『VOCALOID4 Library MATCHA』
『VOCALOID4 Library AZUKI&MATCHA セット』
2017年7月12日発売。ヤマハ ソフトウェアより、メインキャラクターの2人のVOCALOID4歌声ライブラリとして発売されている。
公式デモソング「365月病 V4ReMix」
作詞 - 吉永匠 / 作曲 - 幡谷尚史 / ボーカル - AZUKI&MATCHA(VOCALOID4 Library）

## 楽曲
歌手を記載していない曲は、声優本人ではなくVOCALOIDエンジンとしての正岡小豆と小林抹茶が歌唱を担当している。
「コトバ・カラフル」
作詞 - GO!GO!575製作委員会 / 作・編曲 - 千葉"naotyu-"直樹
歌 - うたよめ575（正岡小豆（大坪由佳）、小林抹茶（大橋彩香））
ゲームテーマソング&テレビアニメオープニングテーマ。シングルが2014年1月22日にリリース。
「コトバ・ハンター・ガール」
作詞 - オノダヒロユキ / 作曲 - y0c1e / 編曲 - ACOMPANAR / 歌 - 正岡小豆（大坪由佳）
キャラクターソング。東京ゲームショウ2013 セガブースステージ楽曲
「コトバ・ラ・パティスリエ」
作詞 - 古屋真 / 作・編曲 - ACOMPANAR / 歌 - 小林抹茶（大橋彩香）
キャラクターソング。
CD『うた結い575 小豆と抹茶きゃらそんこれくしょん!!』収録曲
「Go! sHicHi! Go!」
作詞・作曲 - cosMo＠暴走P
「飛び出せ授業!」
作詞・作曲 - ラマーズP
「ストレンジアニマル」
作詞・作曲 - ピノキオP
「恋は火力発電」
作詞・作曲 - ＿＿（アンダーバー）
「サイノメ」
作詞 - ナナホシ管弦楽団 / 作曲 - 岩見陸
「とりっくおあとりーと」
作詞 - ひとしずく / 作曲 - ひとしずく×やま△ / 編曲 - やま△
2013年10月期間限定テーマ
「ゆめうつつ」
作詞・作曲 - Nem / ギター - [TEST]
「トラベリングハイ」
作詞・作曲 - TOKOTOKO（西沢さんP）
「銀色ラグランジュ」
作詞・作曲 - Heavenz
2014年1月期間限定テーマ
「チョコにとかして」
作詞・作曲 - タカノン
2014年2月期間限定テーマ
「セピア」
作詞・作曲 - otetsu
「それともおやつ?」
作詞・作曲 - azuma
「月読遊戯」
作詞・作曲 - じーざすP
2013年9月期間限定テーマ
「"おまえら"にアリガトウ」
作詞・作曲 - うたたP
「ユウヤケイロウ」
作詞・作曲 - おにゅうP
2013年9月期間限定テーマ
「夕暮れの帰り道」
作詞・作曲 - whoo
2013年11月期間限定テーマ
「ホシクズの群像」
作詞・作曲 - MARUDARUMA
2013年11月期間限定テーマ
「箱庭ディストピア」
作詞・作曲 - トラボルタ
「六月の太陽」
作詞・作曲 - daniwellP
「くつひもをほどいたら」
作詞・作曲 - ふわりP
「妄想カノジョ」
作詞・作曲 - 鳩女 うたう文芸サークル
「レベルリセット」
作詞・作曲 - 鳩女 うたう文芸サークル
「かみかくし」
作詞・作曲 - 鳩女 うたう文芸サークル
「レンアイゲーム」
作詞・作曲 - SCL Project（natsuP）
「絶愛のシンフォニア」
作詞・作曲 - マイナスP
「締切クライシス」
作詞・作曲 - ゆちゃP
「新しい世界」
作詞・作曲 - ラムネ
「リア充ですが?」
作詞・作曲 - 鳩女 うたう文芸サークル
「青春ウォーカー」
作詞・作曲 - 164
「オソロシ夜」
作詞・作曲 - 鳩女 うたう文芸サークル
「瞬き」
作詞 - かなき / 作曲 - add9（ヘリP）
「なんという世の中なのさ」
作詞・作曲 - 鳩女 うたう文芸サークル
「ふりさけみれば」
作詞・作曲 - Dixie Flatline
「流れ星笑顔」
作詞・作曲 - Starving Trancer
「UFOと雛人形」
作詞・作曲 - 鬱P
「あじさいのはながさくころ」
作詞・作曲 - 虹原ぺぺろん（ぺぺろんP）
「summer ring」
作詞・作曲 - 亜沙
2013年9月期間限定テーマ
「なつやすみ」
作詞・作曲 - Dios/シグナルP
2013年 夏の期間限定テーマ
「十五夜」
作詞・作曲 - L.I.N.E
2013年9月期間限定テーマ
「ジャックランタン」
作詞・作曲 - mathru@（かにみそP）
2013年10月期間限定テーマ
「メガネ女史の叫び」
作詞・作曲 - 鳩女 うたう文芸サークル
2013年12月期間限定テーマ
「顔面クリスマスケーキ」
作詞・作曲 - デッドボールP
2013年12月期間限定テーマ
「ゆきげしょう」
作詞・作曲 - つなまる（めざめP）
2014年1月期間限定テーマ
「すすめ!214」
作詞・作曲 - KEI
2014年2月期間限定テーマ
「UFOと雛人形」
作詞・作曲 - 鬱P
2014年3月期間限定テーマ
「桜」
作詞・作曲 - ダルビッシュP
2014年3月期間限定テーマ

## テレビアニメ
『GO!GO!575』（ゴー・ゴー・ゴーシチゴー）のタイトルで、2014年1月にTOKYO MX・tvkほかで、5分枠のショートアニメとして放送された。全4話。
放送終了後は2014年2月は大坪由佳と大橋彩香が鎌倉を探訪する『とくばん!575』（全4回）、3月は再放送となる。
OVAとなる第5話とTVアニメ全4話、「とくばん」全4回をBlu-ray Discに収録した「サウンド&ムービーコレクション」が2014年10月22日に発売された。

### スタッフ
- 原作 - 株式会社セガ
- 監督・絵コンテ・演出 - 安斎剛文
- キャラクターデザイン - かんざきひろ
- アニメーションキャラクターデザイン・作画監督 - 佐古宗一郎
- シリーズ構成・脚本 - 小柳啓伍
- 美術監督 - 飯島由樹子
- 色彩設定 - 金久保高央
- 撮影監督 - 峯崎洋介
- 編集 - 定松剛
- 音楽 - 千葉"naotyu-"直樹
- 音楽プロデューサー - 山内真治
- 音楽制作・製作協力 - アニプレックス
- 音響監督 - 藤田亜紀子
- 音響制作 - HALF H・P STUDIO
- プロデューサー - 内海洋、米内則智、柏田真一郎
- アニメーションプロデューサー - 山田良輔
- アニメーション制作 - レイ・デュース、C2C
- 製作 - GO!GO!575製作委員会

### 主題歌
オープニングテーマ「コトバ・カラフル」
作詞 - GO!GO!575製作委員会 / 作曲・編曲 - 千葉"naotyu-"直樹 / 歌 - うたよめ575（大坪由佳・大橋彩香）
「うた組み575」のテーマ曲も兼ねる。CDはアニプレックスから発売。

### 各話リスト
| 話数            | サブタイトル                       |
| --------------- | ---------------------------------- |
| #01             | この街全部、抱きしめて。           |
| #02             | 制服もまた、ずぶ濡れで。           |
| #03             | きゃっきゃうふふで、いただきます。 |
| #04             | コトノハにのせ、つたえたい。       |
| #05（TV未放映） | めいっぱいに、はじけてる?          |

### 放送局
| 放送地域 | 放送局             | 放送期間               | 放送日時           | 放送系列   | 備考 |
| -------- | ------------------ | ---------------------- | ------------------ | ---------- | ---- |
| 東京都   | TOKYO MX           | 2014年1月9日 - 1月30日 | 木曜 25:25 - 25:30 | 独立局     |      |
| 神奈川県 | tvk                | 2014年1月12日 - 2月2日 | 日曜 25:00 - 25:05 | 独立局     |      |
| 日本全域 | ニコニコチャンネル | 2014年1月12日 - 2月2日 | 日曜 25:05 更新    | ネット配信 |      |